# Sioux Falls Skyforce 2009-2010
La stagione 2009-10 dei Sioux Falls Skyforce fu la 4ª nella NBA D-League per la franchigia.
I Sioux Falls Skyforce arrivarono secondi nella East Conference con un record di 32-18. Nei play-off persero al primo turno con i Tulsa 66ers (2-1).

## Roster
| N° | Naz.                     | Ruolo | Sportivo          | Anno | Alt. | Peso |
| -- | ------------------------ | ----- | ----------------- | ---- | ---- | ---- |
| 00 | Australia (bandiera)     | AC    | Nathan Jawai      | 1986 | 208  | 127  |
| 10 | Stati Uniti (bandiera)   | G     | Jared Newson      | 1984 | 196  | 98   |
| 13 | Stati Uniti (bandiera)   | G     | David Bailey      | 1981 | 173  | 75   |
| 14 | Stati Uniti (bandiera)   | G     | Chris McCray      | 1984 | 196  | 86   |
| 15 | Stati Uniti (bandiera)   | A     | Reggie Williams   | 1986 | 198  | 95   |
| 17 | Stati Uniti (bandiera)   | G     | Mike Nelson       | 1986 | 193  | 84   |
| 18 | Stati Uniti (bandiera)   | A     | Pete Campbell     | 1984 | 201  | 100  |
| 18 | Nuova Zelanda (bandiera) | G     | Kirk Penney       | 1980 | 196  | 91   |
| 19 | Stati Uniti (bandiera)   | G     | Leemire Goldwire  | 1985 | 180  | 86   |
| 21 | Stati Uniti (bandiera)   | A     | Joe Krabbenhoft   | 1987 | 201  | 100  |
| 22 | Stati Uniti (bandiera)   | A     | Justin Bowen      | 1983 | 201  | 95   |
| 22 | Stati Uniti (bandiera)   | A     | Michael Joiner    | 1981 | 201  | 104  |
| 23 | Stati Uniti (bandiera)   | A     | Raymond Sykes     | 1986 | 206  | 100  |
| 32 | Stati Uniti (bandiera)   | A     | Alexander Johnson | 1983 | 206  | 109  |
| 34 | Stati Uniti (bandiera)   | C     | Greg Stiemsma     | 1985 | 211  | 118  |
| 42 | Stati Uniti (bandiera)   | C     | Terrance Gamble   | 1983 | 208  | 116  |
| 50 | Stati Uniti (bandiera)   | A     | Keith Brumbaugh   | 1985 | 208  | 98   |

## Staff tecnico
- Allenatore: Tony Fritz
- Vice-allenatore: Duane Ticknor
- Preparatore atletico: Dustin Schramm